# Уанапам
Уанапам или Уанапум е малко северноамериканско индианско племе, говорило език класифициран към Сахаптинското езиково семейство, което в миналото живее по река Колумбия, от Прийст Рапидс до устието на река Снейк Ривър в 2 села. Преди контакта с белите населението на племето се изчислява на около 1800 души и се предполага, че е разделено на два клона – чамнапам и уанапам. Днес около 60 души, които твърдят че са потомци на историческите уанапам живеят близо до язовира Прийст Рапидс. Името им в Сахаптинските езици означава речните хора.

## Култура
Основно политическо обединение е селото. Понятието племе е непознато за хората от Платото. Селото или групата са автономни и са ръководени от вожд, който председателства Съвета на уважаваните мъже, в който понякога влизат и уважавани жени. Отделните села или групи имат своя специфична територия за лов, риболов и събирането на диви растителни храни. Между границите на тези територии, които не са строго определени има части, които се споделят със съседните групи. Основна храна са сьомгата и корените камас. Хората събират още диви плодове, ядки, растения и ловуват елени, лосове, мечки и множество дребни животни. Преди контакта с белите основни материали за изработването на дрехи са растителни влакна и кедрова или върбова кора. След идването на коня и контакта с прерийните индианци започват да си изработват дрехите от еленови кожи подобно на прерийното облекло. Пълното мъжко облекло се състои от набедреник, риза, гамаши, мокасини и кожен колан и наметала от мечи, бизонски и еленови кожи в студеното време. Женското облекло включва рокля от две части пристегната през кръста с колан, мокасини и по-къси гамаши, както и кожени наметала, одеяла и шалове. Дрехите понякога са оцветени и декорирани с бодли от бодливо свинче, лосови зъби и мидени черупки. Мъжете използват и бойни украси от орлови пера подобно на прерийните индианци.
Основно жилище е типичната за платото землянка (pit house). Използват и временни колиби от пръти покрити с папур.
Традиционните им вярвания са центрирани около индивидуалното взаимодействие с духовете – помощници и Уошат – традиционна индианска религия на дългия дом, която включва пиршества, погребални шествия и семейни и обществени празници.